# Ballet en los sellos postales

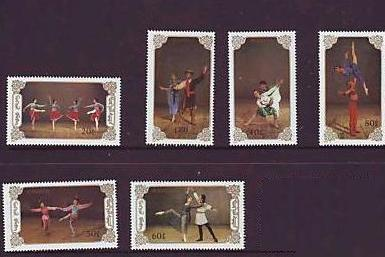
Ballet. Serie temática de Mongolia

Ballet en los sellos postales, considerando que el ballet se acompaña de música clásica, esta temática en filatelia se suele confundir con la de los "músicos". Muy usado por Emiratos Árabes y otros países incluyendo Cuba, Mongolia y Nicaragua en emisiones comerciales.

Ballet en los sellos de Rusia, 2000
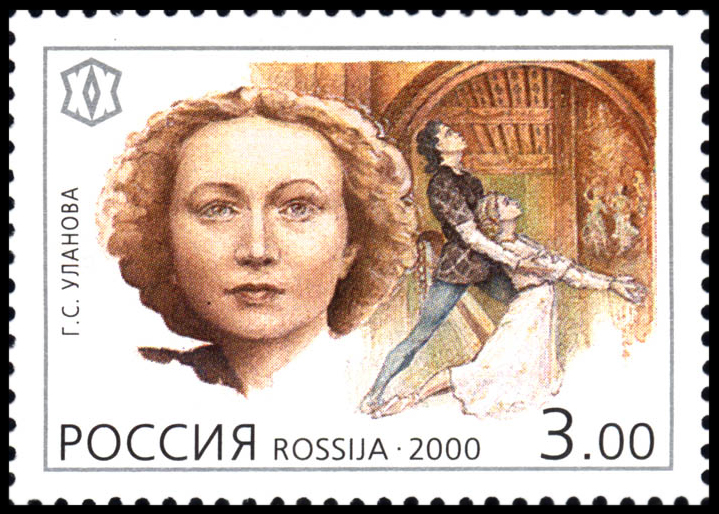
Galina Ulanova
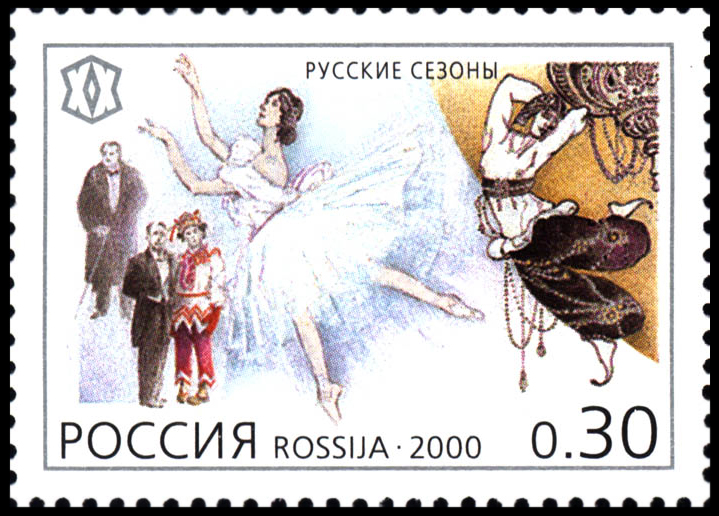
Sergéi Diágilev